# Меттью Бірір
Меттью Бірір (англ. Matthew Birir, 5 липня 1972) — кенійський легкоатлет, який спеціалізувався у бігу на 3000 метрів з перешкодами.

## Спортивна кар'єра
Меттью Бірір народився у 1972 році у містечку Елдама Равіне провінції Рифт-Валлі. Розпочав займатися легкою атлетикою у Вищій школі святого Патріка в Ітені. У 1990 році він став переможцем у бігу на 3000 метрів з перешкодами на чемпіонаті світу серед юніорів у Пловдиві. У 1992 році він стає переможцем Олімпійських ігор на цій же дистанції. На чемпіонаті світу 1993 року на дистанції 3000 метрів з перешкодами він займає 5 місце. На Олімпійських іграх в Атланті Бірір займає 4 місце на своїй улюбленій дистанції. На великих змаганнях не виступає з 1997 року.

## Особисті рекорди
Брат Меттью Біріра, Джона Бірір, також був кенійським легкоатлетом, який спеціалізувався у бігу на середні дистанції.
| Дисципліна           | Дата            | Місто             | Час (сек.) |
| -------------------- | --------------- | ----------------- | ---------- |
| 1500 м               | 1 червня, 1994  | Гранада, Іспанія  | 3:38.84    |
| 3000 м               | 11 червня, 1997 | Котбус, Німеччина | 7:57.26    |
| 5000 м               | 5 липня, 1990   | Турку, Фінляндія  | 13:49.61   |
| 2000 м з перешкодами | 11 червня, 1992 | Казерта, Італія   | 5:23.49    |
| 3000 м з перешкодами | 8 червня, 1995  | Рим, Італія       | 8:08.12    |
| Напівмарафон         | 29 серпня, 2002 | Реміх, Люксембург | 1:02:47    |
| Марафон              | 10 жовтня, 2004 | Брюссель, Бельгія | 2:11:43    |